# Fraile Muerto
Fraile Muerto és una localitat de l'Uruguai, ubicada a l'oest del departament de Cerro Largo. Té una població aproximada de 3.223 habitants, segons les dades del cens del 2004.
| 1963  | 1975  | 1985  | 1996  | 2004    |
| ----- | ----- | ----- | ----- | ------- |
| 2.651 | 2.468 | 2.908 | 3.214 | {{{5}}} |